# Zlatý glóbus za nejlepší ženský herecký výkon v minisérii nebo TV filmu
Zlatý glóbus za nejlepší ženský herecký výkon v minisérii nebo TV filmu je nejmladší kategorie v udělování cen. Poprvé byla udělena 30. ledna 1982 herečce Jane Seymour.
Herečka Ann-Margret je jediná, která získala Zlatý glóbus dvakrát za sebou a to za roky 1983 a 1984.
Následující seznam obsahuje jména vítězných hereček a filmů, za které byly oceněné. Rok u jména znamená rok vzniku filmu; nikoliv rok, kdy se konal slavnostní ceremoniál. Má-li film český distribuční název, je uveden pod ním.

## Vítězové

### 1981–1990
- 1981: Jane Seymour – Na východ od ráje
- 1982: Ingrid Bergman – A Woman Called Golda
- 1983: Ann-Margret – Kdo bude mít rád mé děti
- 1984: Ann-Margret – Tramvaj do stanice Touha
- 1985: Liza Minnelliová – A Time To Live
- 1986: Loretta Young – Christmas Eve
- 1987: Gena Rowlands – The Betty Ford Story
- 1988: Ann Jillian – The Ann Jillian Story
- 1989: Christine Lahti – No Place Like Home
- 1990: Barbara Hershey – Vražda na malém městě

### 1991–2000
- 1991: Judy Davisová – One Against the Wind
- 1992: Laura Dern – F-16 zabíjí
- 1993: Bette Midler – Gypsy
- 1994: Joanne Woodward – Lekce života
- 1995: Jessica Lange – Tramvaj do stanice Touha
- 1996: Helen Mirren – Losing Chase
- 1997: Alfre Woodard – Miss Evers' Boys
- 1998: Angelina Jolie – Gia
- 1999: Halle Berryová – Černá Carmen Dorothy Dandridge
- 2000: Judi Dench – Poslední sexbomby

### 2001–2010
- 2001: Judy Davisová – Já a mé přízraky
- 2002: Uma Thurman – Duševní slepota
- 2003: Meryl Streep – Andělé v Americe
- 2004: Glenn Close – Lev v zimě
- 2005: S. Epatha Merkerson – Lackawanna Blues
- 2006: Helen Mirren – Královna Alžběta
- 2007: Queen Latifah – Life Support
- 2008: Laura Linneyová – John Adams
- 2009: Drew Barrymoreová – Grey Gardens
- 2010: Claire Danesová – Temple Grandinová

### 2011–2020
- 2011: Kate Winslet – Mildred Pierceová
- 2012: Julianne Moore – Prezidentské volby
- 2013: Elisabeth Mossová – Na jezeře
- 2014: Maggie Gyllenhaal – Ctihodná žena
- 2015: Lady Gaga – American Horror Story: Hotel
- 2016: Sarah Paulsonová – The People v. O. J. Simpson: American Crime Story
- 2017: Nicole Kidmanová – Sedmilhářky
- 2018: Patricia Arquette – Útěk z vězení v Dannemoře
- 2019: Michelle Williamsová – Fosse/Verdonová
- 2020: Anya Taylor-Joy – Dámský gambit

### 2021–2030
- 2021: Kate Winslet – Mare z Easttownu
- 2022: Amanda Seyfriedová – Kauza Theranos
- 2023: Ali Wong – Ve při
- 2024: Jodie Fosterová – Temný případ: Noční krajina